# Gundaker Althann
hrabia Gundaker (Gundacker) Ludwig von Althann (ur. 15 maja 1665, Zwentendorf an der Donau, zm. 28 grudnia 1747, Wiedeń) był austriackim oficerem armii lądowej i nadzorcą (mistrzem) budowli cesarskich (Hofbaudirektor) od roku 1716, na dworze cesarza Karola VI Habsburga. Pochodził z potężnego austriackiego rodu Althann.

W latach 1716–1717 walczył przeciw Turkom. Zorganizował odbudowę twierdzy Raab (Győr) i wybudowanie Invalidenhaus w Budapeszcie.
14 sierpnia 1735 ożenił się z Anną Marią Wilhelminą von Althann (1703-1754).
13 marca 1741 został mianowany na stopień marszałka polnego.
Był znawcą i miłośnikiem malarstwa. W swym wiedeńskim domu zorganizował akademię malarską (Malerakademie), którą kierował Jacob van Schuppen.

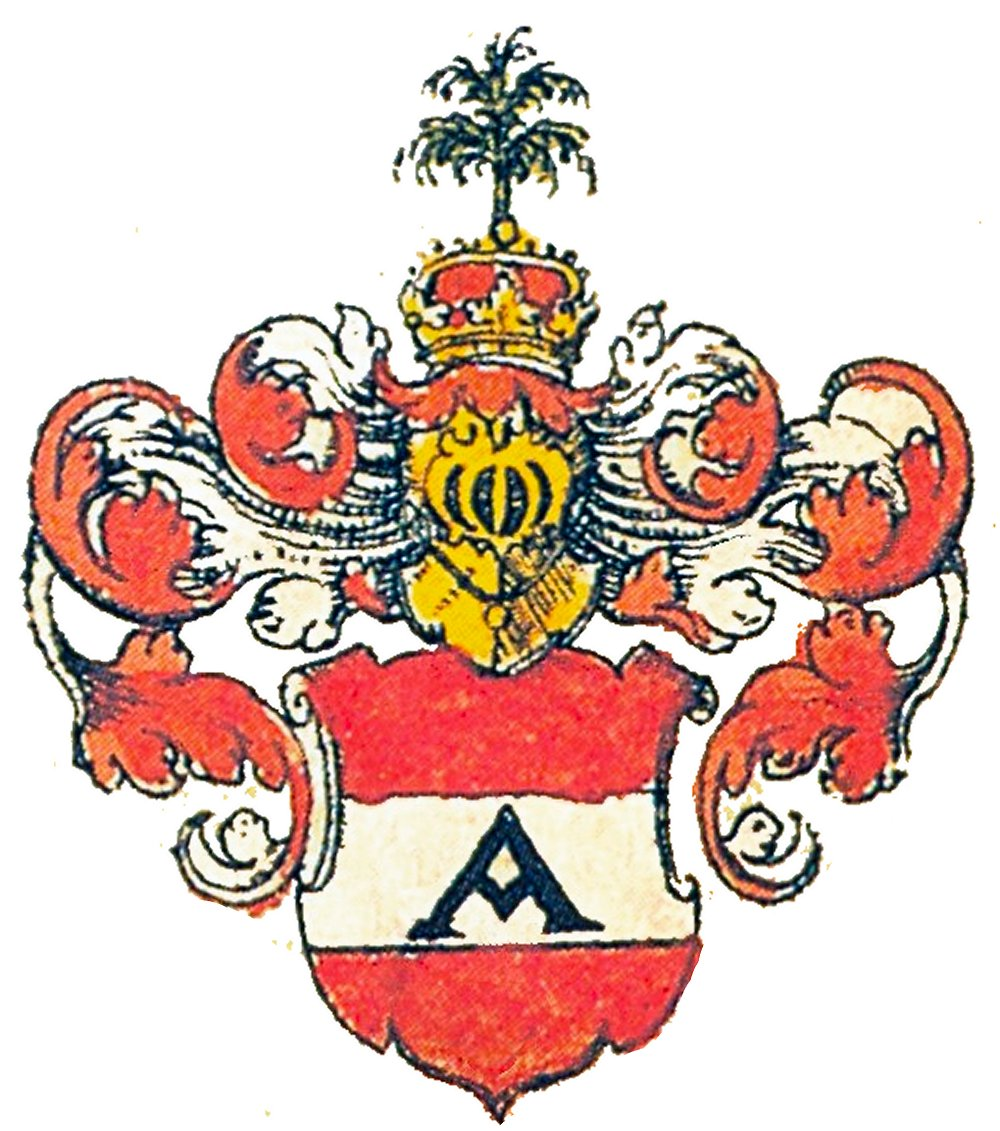
Herb von Althann
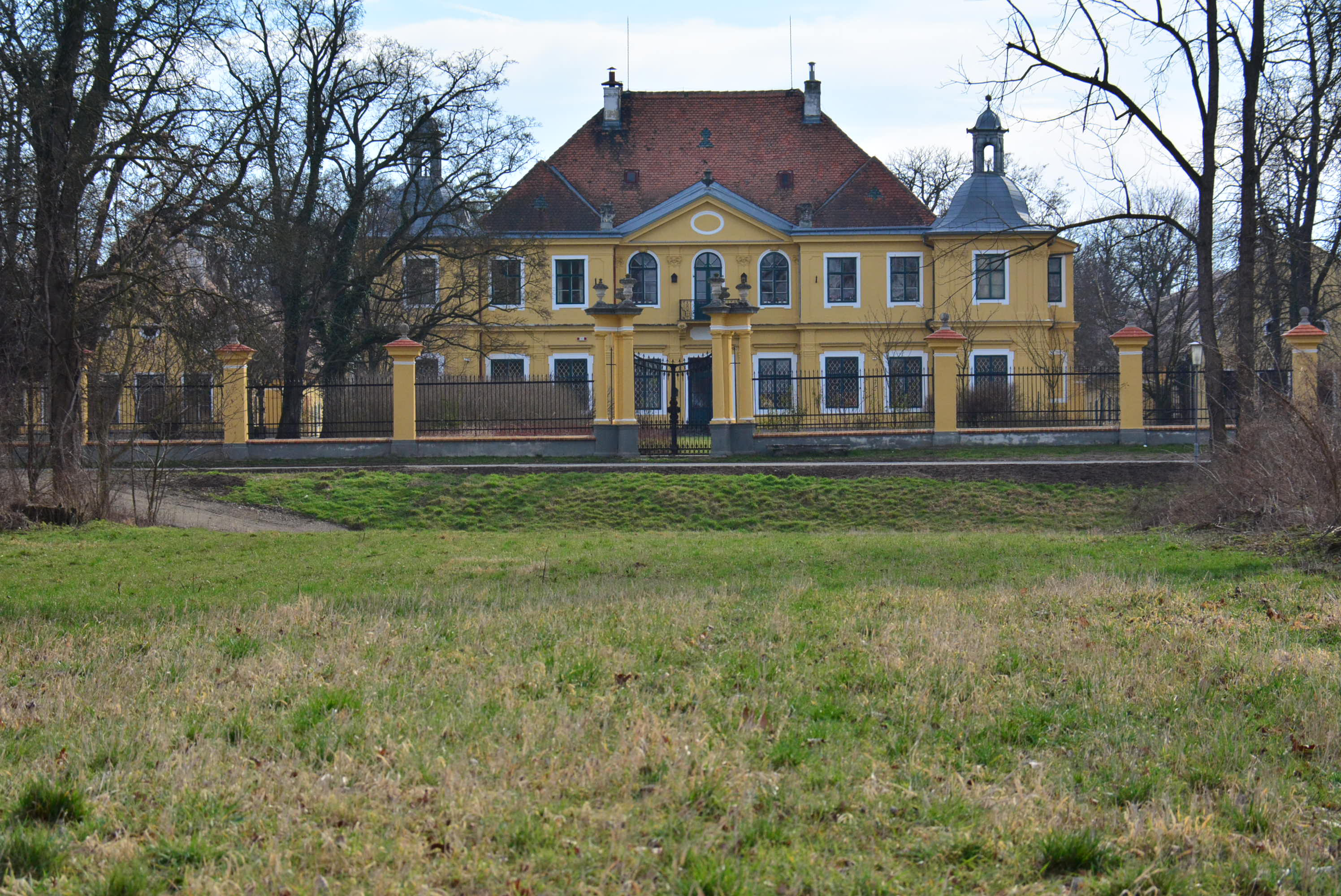
Zamek w Zwentendorfie